# Клемент, Джессика Джейн
Джессика Джейн Клемент (англ. Jessica Jane Clement), после замужества — Стаффорд (англ. Stafford; род. 24 февраля 1985, Шеффилд) — британская модель, актриса и телеведущая.

## Биография
Джессика Джейн Клемент родилась 24 февраля 1985 года в городе Шеффилд, Великобритания. В 18 лет она приняла участие в фотосессии для журнала Playboy. Позже она появлялась в различных мужских журналах, а популярность ей принесла съёмка в сериале «Настоящие аферисты».
Клемент снялась в нескольких видеоклипах: «You and Me», «All the Way» Крейга Дэвида, «All I Want» Christian Blaizer и «I see Girls» Studio B.
С 2010 года Клемент работала хостес-моделью компании Lynx в продвижении геля для душа Lynx Rise.
В 2009 году Клемент заняла 54-е место в списке ZOO’s hot 101, 26-е место в списке Nuts' 100 Sexiest, 46-е место в списке «100 самых сексуальных женщин по версии журнала FHM», а в 2011 году — 32-е место в списке Top 100 ZOO’s Beach Babe.
В январе 2012 года на телеканале BBC вышел документальный фильм Britain in Bed с участием Клемент, в котором она показала изменение отношения к сексу британцев за последние 50 лет.

### Личная жизнь
С 17 февраля 2013 года Джессика-Джейн замужем за парикмахером Ли Стаффордом. У супругов трое детей: сын Эйнджел Стэффорд (род. в июне 2014) и две дочери — Элвис Энни-Джейн Стэффорд (род. 26.01.2016) и Шугар Мэй Стэффорд (род. 13.04.2017).

## Фильмография
| Год       |     | Русское название | Оригинальное название        | Роль                       |
| --------- | --- | ---------------- | ---------------------------- | -------------------------- |
| 2005      | ф   |                  | Moussaka & Chips             | эскорт Джейд Дрэгон        |
| 2005—2007 | с   | Команда мечты    | Dream Team                   | Синди Муди / Синди Маршалл |
| 2009      | ф   | Попали!          | Doghouse                     | девушка Нила               |
| 2009      | с   | Катастрофа       | Casualty                     | Джекки                     |
| 2013      | ф   |                  | Impirioso                    | Фиорелла                   |
| 2013      | кор |                  | 2 Persons MAX                | Джемма                     |
| 2013      | тф  |                  | Luckless                     | девушка                    |
| 2014      | с   | Дым              | The Smoke                    | Таня                       |
| 2014      | кор |                  | Lion                         | Фрейя Уэстфилд             |
| 2014      | ф   | Башня Дьявола    | Devil's Tower                | Кейт                       |
| 2016      | ф   |                  | Gangsters Gamblers Geezers   | Жасмин                     |
| 2017      | ф   |                  | Cannibals and Carpet Fitters | Джиллиан                   |
| 2017      | ф   |                  | Name of the Game             | Карина                     |